# Janssoniella caudata
Janssoniella caudata är en stekelart som beskrevs av Kerrich 1957. Janssoniella caudata ingår i släktet Janssoniella och familjen puppglanssteklar.
Artens utbredningsområde är:
- Tjeckien.
- Tyskland.
- Sverige.

Arten är reproducerande i Sverige. Inga underarter finns listade i Catalogue of Life.